# Oblężenie Mantui (1796–1797)
Oblężenie Mantui – działania zbrojne wojsk francuskich podczas kampanii włoskiej w trakcie wojny z I koalicją antyfrancuską, trwające od 4 czerwca 1796 do 2 lutego 1797. Zakończone zdobyciem miasta i twierdzy przez wojska Napoleona Bonaparte.

## Przebieg
Mantua w roku 1796 była silną twierdzą panującą nad dolinami rzek Mincio i Adyga, i stanowiącą główny punkt oparcia dla cesarskich wojsk austriackich w północnej Italii. Po zwycięskiej dla wojsk Napoleona bitwie pod Lodi, w twierdzy mantuańskiej schronił się 13-tysięczny korpus austriacki generała Johanna Beaulieu.
4 czerwca 1796 oblężenie twierdzy podjęła 9-tysięczna dywizja generała Jean Séruriera. Na początku lipca pod murami fortecy stanął też Bonaparte z pozostałymi wojskami, powiadomiony jednak, że z Tyrolu na odsiecz podąża 50-tysięczna armia austriacka gen. von Wurmsera. Rozporządzając jedynie 43 tysiącami żołnierzy, Napoleon rozważał wówczas możliwość odwrotu. Dla zyskania na czasie wysłał przeciw Wurmserowi jednego ze swoich najlepszych dowódców – André Massénę, któremu ze względu na dysproporcję sił nie udało się jednak powstrzymać tempa marszu Austriaków. Z podobnym zadaniem wysłany został gen. Pierre Augereau, który również doznał niepowodzenia.
W tej sytuacji na początku sierpnia Bonaparte wydał rozkaz przerwania oblężenia i rozpoczęcia odwrotu. 3 sierpnia von Wurmser wkroczył do Mantui. Wtedy dotarła do niego wiadomość, że 20-tysięczna armia napoleońska pokonała pod Lonato nadchodzący w drugim rzucie, 15-tysięczny korpus gen. Gvozdanovicia. Cofające się oddziały Gvozdanovicia zostały przez Napoleona doścignięte i ostatecznie rozbite w bitwach pod Salo i Brescią.
Pod presją tej klęski Wurmser pospiesznie wymaszerował z 24-tysięczną armią spod Mantui i staczając po drodze szereg potyczek z francuskimi forpocztami, starł się z Napoleonem 5 sierpnia pod Castiglione, gdzie poniósł całkowitą klęskę.
27 sierpnia 1796 wojska francuskie wznowiły oblężenie Mantui, choć twierdzę już zaopatrzono, a jej garnizon znacznie wzmocniono.
Rozbity Wurmser krążył najpierw na obszarze Górnej Adygi, skąd planował próbę ponownego przyjścia z pomocą Mantui, ale 4 września Bonaparte rozbił resztę jego wojsk pod Bassano.
Nowy austriacki dowódca Józef Alvinczy, wysłany na pomoc Mantui, także nie odniósł sukcesów. Jego armia została pokonana pod Arcole, a następnie w bitwie pod Rivoli, co przesądziło o losie Mantui, która skapitulowała 2 lutego 1797 roku.
Bitwa została uwieczniona zapisem na południowym filarze Łuku Triumfalnego w Paryżu.